# فهرست واحدهای چینه‌شناسی فسیل‌دار در لسوتو
این مقاله، فهرستی از واحدهای چینه‌شناسی دارای فسیل در کشور لسوتو است.
| گروه چینه‌ای    | سازند           | دوره زمین‌شناسی    | توضیحات |
| -------------- | --------------- | ----------------- | ------- |
| گروه دراکنزبرگ | سازند دراکنزبرگ | پلی‌ینسباخین       | [ ۱ ]   |
| گروه استورمبرگ | سازند کلارنس    | سینمورین          | [ ۲ ]   |
| گروه استورمبرگ | سازند الیوت     | کارنین – سینمورین | [ ۳ ]   |
| گروه استورمبرگ | سازند مولتنو    | کارنین – نوریان   | [ ۴ ]   |